# یواس‌اس ال‌اس‌ام (آر)-۱۹۴
یواس‌اس ال‌اس‌ام(آر)-۱۹۴ (به انگلیسی: USS LSM(R)-194) یک کشتی بود که طول آن ۲۰۳ فوت ۶ اینچ (۶۲٫۰۳ متر) بود. این کشتی در سال ۱۹۴۴ ساخته شد.